# 松原光二
松原 光二（まつばら こうじ、1937年5月- 没年不明）は、日本の元俳優。東京都出身。本名は、松原 光一。旧芸名・松原 緑郎。

## 来歴・人物
明治学院大学英文科を中退後、1959年に新東宝に入社。松原緑郎の芸名で映画デビューする。新東宝では二枚目スターとして幾つか作品で主演を果たすも、1961年に新東宝は倒産。1962年に松竹に入社し、松原光二に改名。その後フリーとなり、テレビに活躍の場を移す。
刑事ドラマ『特別機動捜査隊』で共演した北原隆、高島新太郎、滝川潤とフォア・ジャスメンというユニットを結成しレコードデビューをしたこともあった。
テレビではレギュラーを数本持つなどしていたが、後年は悪役や端役が多くなり、役者の表舞台から姿を消した。

## 出演

### 映画
- 太陽と血と砂（1960年、新東宝）
- 高原の掠奪者（1960年、新東宝）
- 社長野郎ども（1960年、新東宝）
- 激闘の地平線（1960年、新東宝）
- 桃色の超特急（1961年、新東宝）
- 私は嘘を申しません（1961年、新東宝）
- あいつばかりが何故もてる（1962年、松竹）
- 不完全結婚（1962年、大蔵）
- 昭和残侠伝 死んで貰います（1970年、東映）
- 不良番長 手八丁口八丁（1971年、東映）

### テレビドラマ
- 恐怖のミイラ（1961年、NTV / 宣弘社プロ） - 野々宮雄作
- 忍者部隊月光（1966年、CX / NAC→国際放映） - 幻仮面
- 特別機動捜査隊（1966年 - 1971年、NET / 東映テレビプロ→東映） - 松山刑事
- プロフェッショナル（1969年 - 1970年、TBS / ニッサンプロ / グローバルプロ） - 立花幸二
- フラワーアクション009ノ1 第8話「人魚の涙に罠がある」（1969年、CX / 東映）
- プレイガールシリーズ（12ch / 東映）
  - プレイガール
    - 第37話「裸の女王蜂」（1969年）
    - 第46話「銀嶺の対決」（1970年） - 清水
    - 第74話「愛されすぎて殺されて」（1970年） - 夏夫
    - 第77話「男と女の夜のお話」（1970年） - 松山
    - 第134話「東京が駄目なら京都の恋で」（1971年） - 田島
    - 第171話「勢揃いやわ肌仁義」（1972年） - 松木
    - 第190話「男泣かせの濡れた肌」（1972年） - 横地
    - 第248話「女の腹芸」（1973年） - 三井
    - 第251話「何で私を裸で殺すの!?」（1974年） - 山内隆史
    - 第267話「怪談 美女呪いの湖」（1974年） - 坂口良三
    - 第271話「浴槽の全裸死美人」（1974年） - 堂上

  - プレイガールQ
    - 第3話「燃えよ! 女番長」（1974年） - 権田
    - 第21話「ミステリー桜島に消えた男」（1975年） - 坂野
    - 第28話「仁義なき抗争」（1975年） - 山尾
    - 第29話「南国恐妻ピンク旅行」（1975年） - 城山観光ホテルフロント係
- 鬼平犯科帳 第1シリーズ（NET / 東宝）
  - 第26話「井筒屋おもん」（1970年） -  宗次郎
- 遠山の金さん捕物帳（NET / 東映）
  - 第15話「こんど殺される男」(1970年)　-　与吉
  - 第49話「刺青を売る女」(1971年)　-　源太
  - 第88話「月夜に浮かぶ男」(1972年） - 仙吉
  - 第161話「幽霊に取りつかれた男」(1973年） - 権九郎
- ザ・ガードマン（TBS / 大映テレビ室）第259話「さあ、女の復讐が始まるわ」（1970年）- 白井
- 清水次郎長 第39話 「掟を破った男」（1972年、CX / 東映 / タケワキプロ） - はえ縄の寅吉
- さすらいの狼 第8話「木曽路に竜を狙う影」(1972年、NET / 東映）
- 地獄の辰捕物控 第22話「千羽鶴に地獄を見た」（1973年、NET / 東映） - 青山新之助
- 水戸黄門（TBS / C.A.L）
  - 第1部 第25話「旅烏の子守唄」（1970年）
  - 第4部 第27話「士魂」（1973年） - 堀田正仲
- 大江戸捜査網（12Ch / 日活→三船プロ）
  - 第24話「殺人予告一番纏」（1971年） - 源次
  - 第107話「天狗の館が燃えた」（1973年） - 吉平
- キイハンター（TBS / 東映）
  - 第229話「SOSよろめき宝石泥棒」（1972年）
  - 第255話「悪党三匹銀嶺を行く」（1973年） - 立石
- アイフル大作戦（1973年、TBS / 東映）
  - 第20話「死体とチリ紙 交換しま〜す!?」
  - 第34話「接吻で始まった出来事」
  - 第41話「地震・雷・火事・亭主!日本沈没」
- バーディー大作戦（1974年、TBS / 東映）
  - 第13話「俺たちはダーティ・ハリー3」
  - 第15話「北極へ向かって大追跡!」 - 滝口
  - 第32話「オスがメスを殺す瞬間!」 - 水原弘一
- 右門捕物帖 第22話「くちなしの花」（1974年、NET / 東映）
- 家なき子 第23話「宇宙人がやって来た」（1975年、TBS / 松竹） - 高岡
- 太陽にほえろ! 第147話「追跡! 拳銃市場」（1975年、NTV / 東宝） - 出原
- 新宿警察 第26話「長くて暑い日曜日」(1976年、CX / 東映)

### CM
- シンガポール航空(1974年)
- 東京ガス(1978年頃)